# Clypeodytes proditus
Clypeodytes proditus är en skalbaggsart som beskrevs av Guignot 1942. Clypeodytes proditus ingår i släktet Clypeodytes och familjen dykare. Inga underarter finns listade i Catalogue of Life.